# بول هوجان
بول هوجان (بالإنجليزية: Paul Hogan)‏ (و. 1939  م) هو ممثل هزلي، وكاتب سيناريو، وممثل أفلام أسترالي.

## جوائز وترشيحات
حصل على جوائز منها:
جوائز
- Australian of the Year [الإنجليزية]‏ (1985)

ترشيحات
- جائزة الأوسكار لأفضل كتابة

ترشح لـ:
- جائزة الأوسكار لأفضل كتابة "سيناريو أصلي"، عن عمل: التمساح دندي.

## وصلات خارجية
- بول هوجان على موقع IMDb (الإنجليزية)
- بول هوجان على موقع مونزينجر (الألمانية)
- بول هوجان على موقع ألو سيني (الفرنسية)
- بول هوجان على موقع ميوزك برينز (الإنجليزية)
- بول هوجان على موقع تيرنر كلاسيك موفيز (الإنجليزية)
- بول هوجان على موقع أول موفي (الإنجليزية)
- بول هوجان على موقع قاعدة بيانات الأفلام السويدية (السويدية)
- بول هوجان على موقع إن إن دي بي (الإنجليزية)
- بول هوجان على موقع قاعدة بيانات الفيلم (الإنجليزية)
- بول هوجان على موقع كينوبويسك (الروسية)